# Augustobriga
Augustobriga fue una ciudad romana correspondiente con la localidad española de Talavera la Vieja, en la provincia de Cáceres. Situada en la margen del río Tajo, quedó sumergida tras la construcción del embalse de Valdecañas.

## Situación y evolución histórica

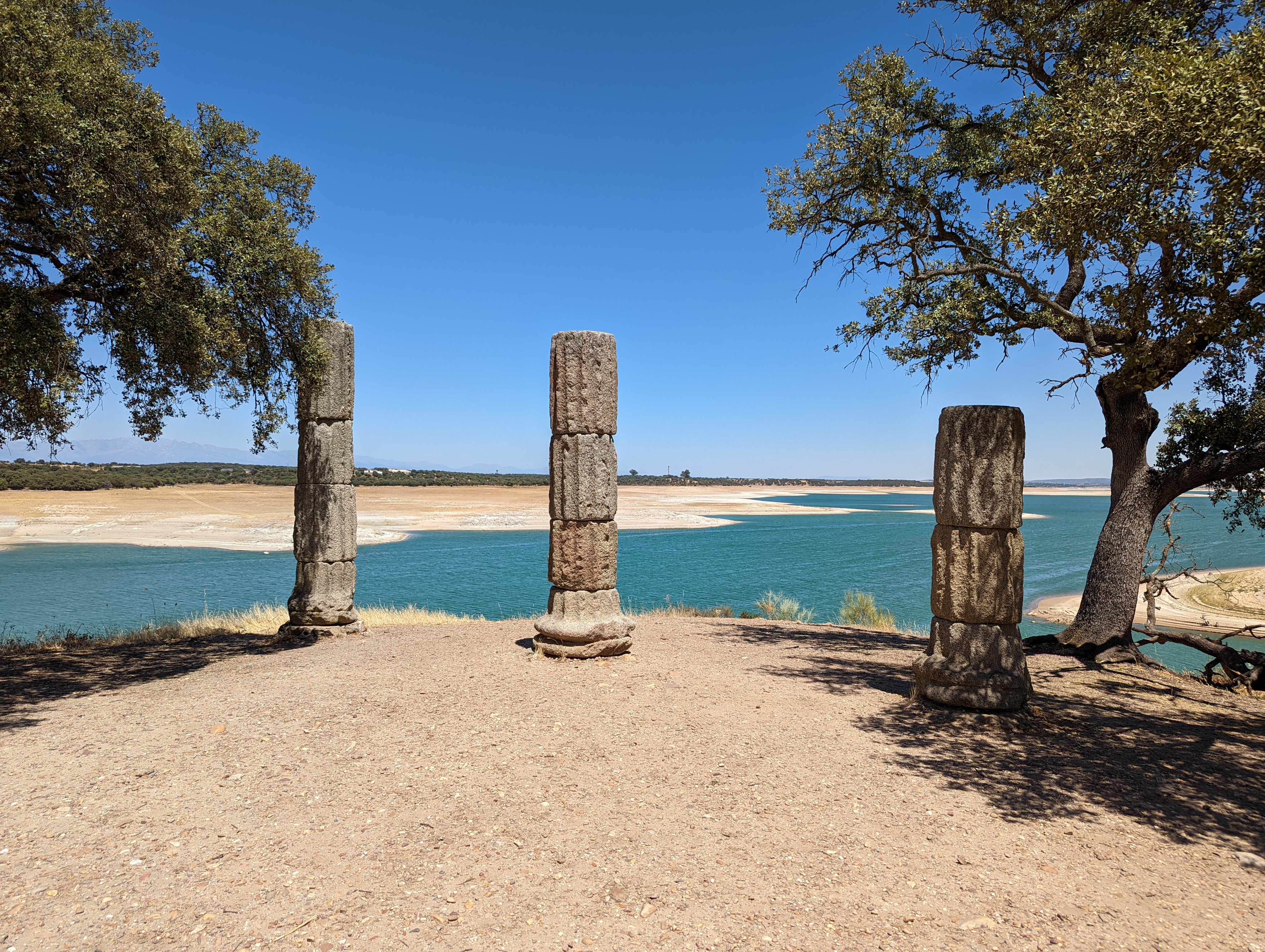
Columnas de la Cilla

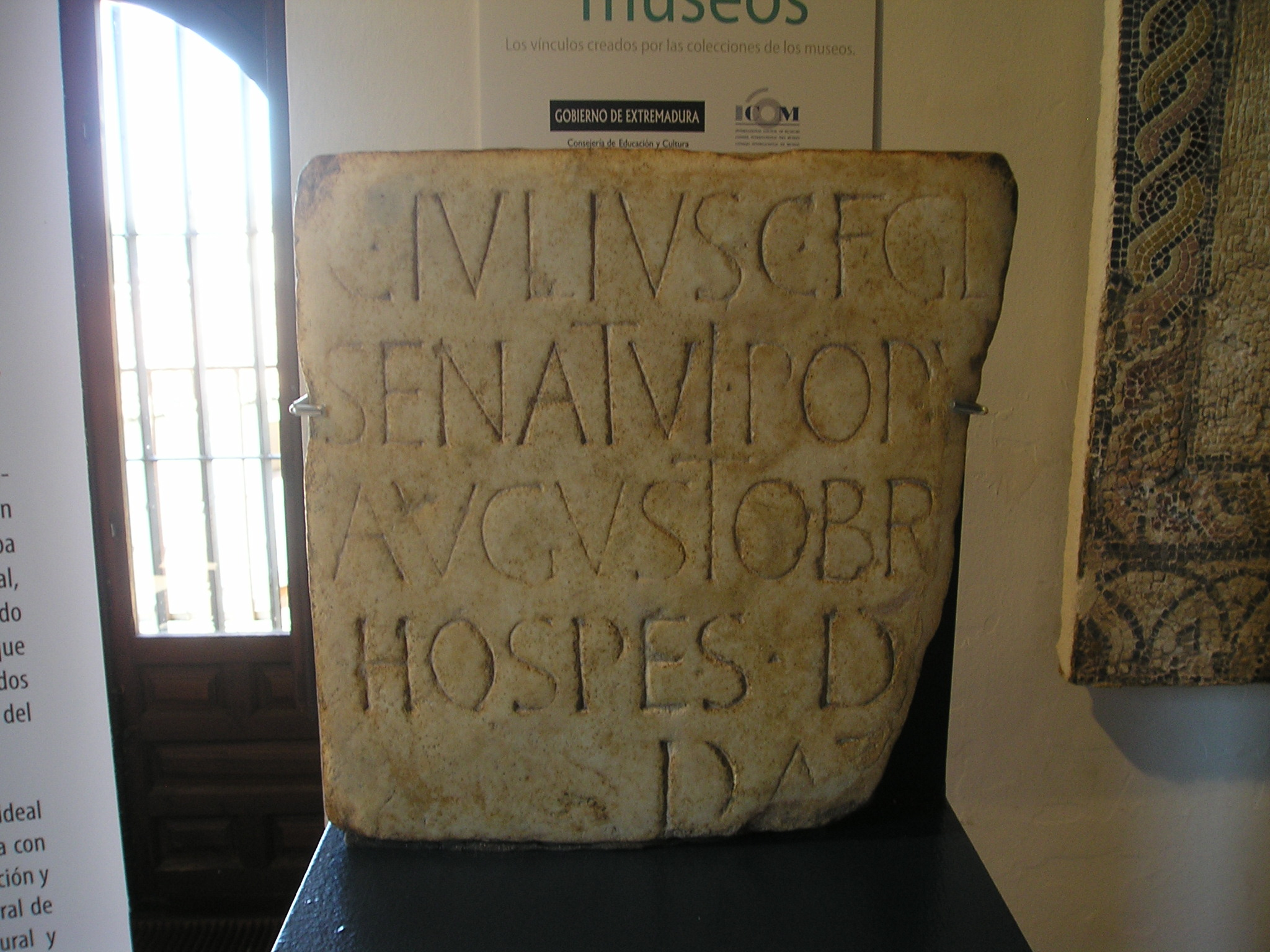
Inscripción honoraria romana procedente de Augustobriga, dedicada a Cayo Julio Glabro por el Senado y el pueblo de Augustobriga a comienzos del (Museo de Cáceres)

En el siglo III aparece relacionada como municipium en el Itinerario Antonino A-25, entre las plazas de Leuciana y Toletum. Se encontraba en la calzada romana que iba desde Augusta Emerita (Mérida) hasta Caesarobriga (Talavera de la Reina). Otro itinerario que menciona la ciudad es el llamado Ravennate; la recoge como Augustabria, entre los núcleos de Lebura y Lomundo.
La población se convirtió, en tiempos medievales, en Talavera la Vieja, desaparecida al quedar sumergida por las aguas del embalse de Valdecañas (Cáceres) en 1963. Sus restos son visibles en tiempos de sequía. Sin embargo, se pueden contemplar junto a la carretera de Peraleda de la Mata a Guadalupe (en Bohonal de Ibor) las ruinas de la curia, «los Mármoles», que sirvieron de modelo para reconstruir el templo de Diana de Mérida y tres columnas más, procedentes de otro templo que no se desmontó, pues su podio era de opus caementicium, conocido con el nombre de «la Cilla», que también fueron desmontadas y trasladadas.